# Grzegorz Callimachi
Grzegorz Callimachi (rum. Grigore Callimachi; ur. 1735, zm. 1769) – hospodar Mołdawii, w latach 1761–1764 i 1767–1769, z rodu Callimachi.

## Biografia
Był synem hospodara Jana Teodora Callimachiego. Podczas jego panowania wybuchła, w 1768 roku, wojna rosyjsko-turecka, która toczyła się także na obszarze Mołdawii. Callimachi próbował zapobiec działaniom emisariuszy rosyjskich na terenie jego władztwa, jednak bezskutecznie. W obliczu niepowodzeń, podejrzany o sprzyjanie Rosjanom, został wezwany do Konstantynopola i tam zamordowany.